# Carex blakei
Espèce
Classification phylogénétique
Carex blakei est une espèce de plantes du genre Carex et de la famille des Cyperaceae.